# Saint-Bérain-sur-Dheune
Saint-Bérain-sur-Dheune ist eine französische Gemeinde mit 542 Einwohnern (Stand 1. Januar 2022) im Département Saône-et-Loire in der Région Bourgogne-Franche-Comté (vor 2016 Bourgogne). Die Gemeinde gehört zum Arrondissement Chalon-sur-Saône und zum Kanton Chagny. Die Bewohner werden San-Bérinois und San-Bérinoises genannt.

## Geografie
Saint-Bérain-sur-Dheune liegt etwa 20 Kilometer westnordwestlich von Chalon-sur-Saône an der Dheune. Zahlreiche Weinsorten werden hier im Weinbaugebiet Bourgogne angebaut. Umgeben wird Saint-Bérain-sur-Dheune von den Nachbargemeinden Saint-Jean-de-Trézy im Norden und Nordwesten, Saint-Léger-sur-Dheune im Norden und Nordosten, Saint-Mard-de-Vaux im Osten, Châtel-Moron im Süden und Südosten, Morey im Süden und Südwesten sowie Perreuil im Westen und Südwesten.

## Bevölkerungsentwicklung
| Jahr                       | 1962 | 1968 | 1975 | 1982 | 1990 | 1999 | 2006 | 2013 | 2020 |
| Einwohner                  | 680  | 623  | 542  | 453  | 446  | 499  | 557  | 564  | 553  |
| Quellen: Cassini und INSEE |      |      |      |      |      |      |      |      |      |

## Sehenswürdigkeiten
- Kirche Saint-Bénigne
- Friedhofskapelle aus dem 11. Jahrhundert, seit 1958 als Monument historique eingeschrieben
- Schloss La Motte-sur-Dheune aus dem 14. Jahrhundert, umgestaltet zu Beginn des 19. Jahrhunderts zu einer Glaserei

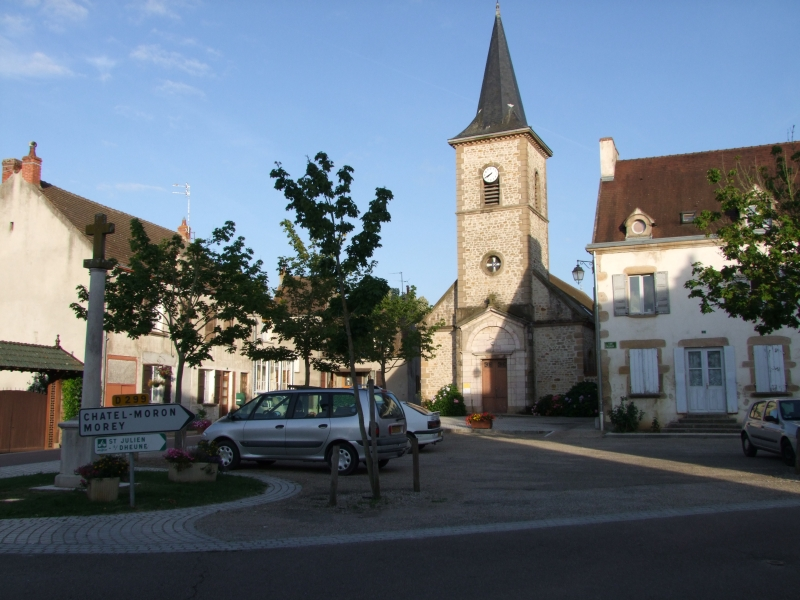
Kirche Saint-Bénigne
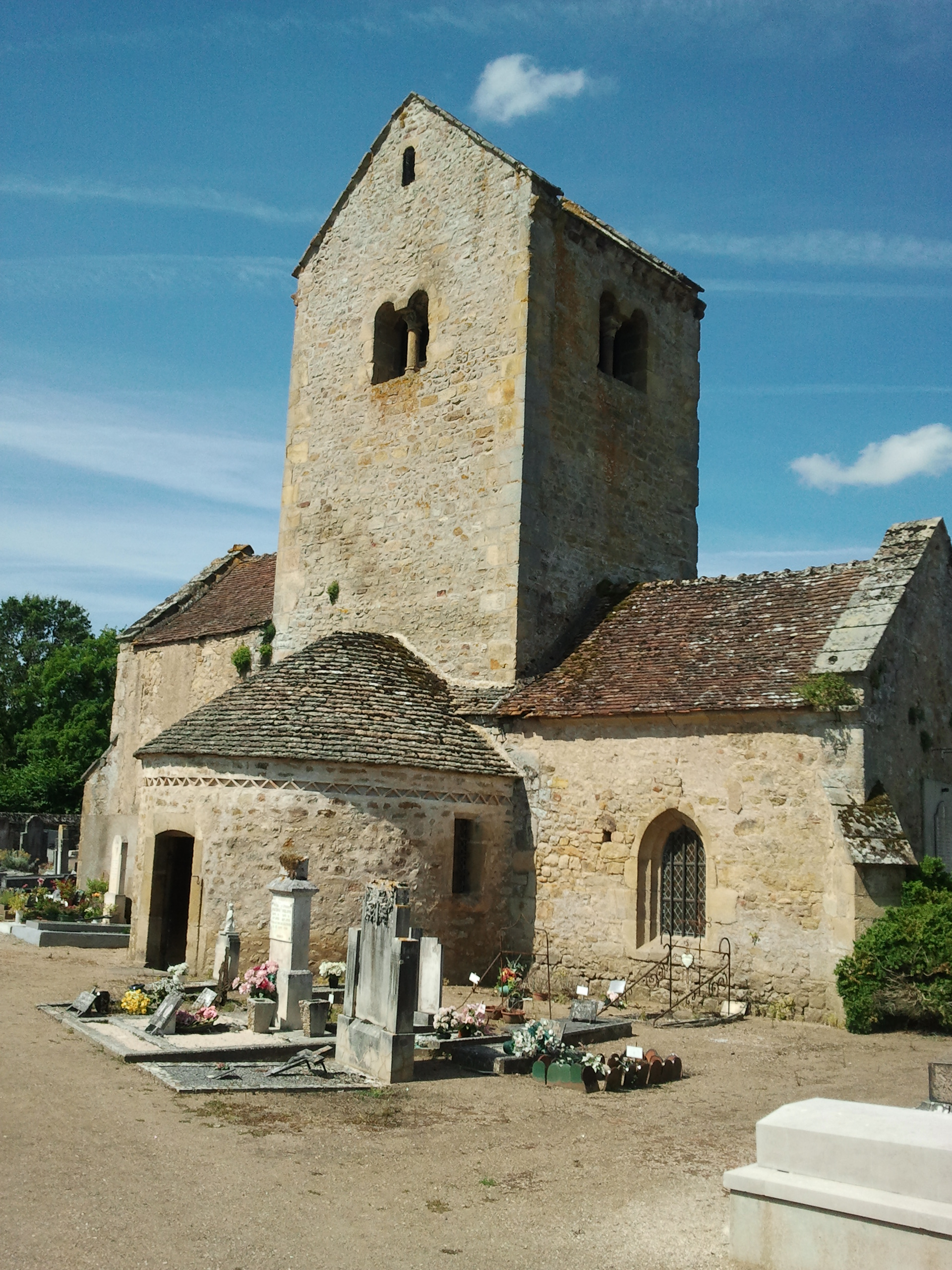
Friedhofskapelle